# Julius Riemann (Politiker)
Julius Riemann (* 3. Januar 1832 in Nordhausen; † 6. Juli 1885 ebenda) war ein deutscher Politiker, Richter und Verwaltungsjurist.

## Leben
Riemann war der Sohn des Fabrikbesitzers Friedrich Eduard Riemann (J. F. Riemann, Mechanische Webereien A.-G.; gegründet von Johann Friedrich Riemann (1761–1821)). Er studierte Rechtswissenschaften und erhielt eine Anstellung als Richter am Amtsgericht Suhl.
Am 8. April 1868 wurde er zum Bürgermeister von Nordhausen gewählt und war ab 1872 Oberbürgermeister. Am 8. November 1870 wählte das Magistratskollegium den Bürgermeister Julius Riemann zum Vertreter der Stadt im Preußischen Herrenhaus, wohin er per Erlass am 7. Dezember 1870 auf Lebenszeit berufen wurde. In seiner Funktion als Nordhäuser Oberbürgermeister saß er auch im Verwaltungsrat der Nordhausen-Erfurter Eisenbahn-Gesellschaft.
Aus seiner Ehe mit Ernestine Wilhelmine Riemann, geborene Domscheit, gingen drei gemeinsame Kinder hervor.
Nach ihm wurde 1896 in Nordhausen die vorherige Harzstraße (so benannt 1874) in Riemannstraße umbenannt, die 1910 in Albert-Traeger-Straße umgetauft wurde. Die heutige Nordhäuser Riemannstraße nannte man in den 1940er Jahren „Dorngasse“.